# Leptobrachium abbotti
Leptobrachium abbotti är en groddjursart som först beskrevs av Cochran 1926.  Leptobrachium abbotti ingår i släktet Leptobrachium och familjen Megophryidae. IUCN kategoriserar arten globalt som livskraftig. Inga underarter finns listade i Catalogue of Life.